# Estación de Pedras Salgadas
La Estación Ferroviaria de Pedras Salgadas es una plataforma desactivada de la Línea del Corgo, que servía a la localidad y a la Estancia Termal de Pedras Salgadas, en el Distrito de Vila Real, en Portugal.

## Historia

### Planificación e inauguración
A principios del siglo XX, ya se reconocía la importancia de una línea que uniese la estación de Régua, en la Línea del Duero, a la frontera con España, transitando, entre otras localidades, por Pedras Salgadas, debido a su importante estancia termal, entonces ya muy concurrida. De este modo, cuando el proyecto para la Línea del Corgo fue presentado, a finales del siglo, ya se preveía que este ferrocarril iba a servir a las termas de Pedras Salgadas.
Una ordenanza del 13 de septiembre de 1905 aprobó el proyecto para el tramo entre Ribeiro de Varges y la Estación de Pedras Salgadas; previéndose que esta Estación, con la clasificación de 2.ª clase, debería ser construida entre la Ruta Real, y la ruta municipal que daba acceso a las termas.
El tramo entre estación de Vila Real y Pedras Salgadas de la Línea del Corgo fue inaugurado el 15 de julio de 1907; la sección siguiente de la línea, hasta Vidago, abrió al servicio el 20 de marzo de 1910.

### Conexión prevista en las Líneas del Tua y Tâmega
En 1927, fue formada una comisión técnica para hacer la revisión del plan de la red ferroviaria del Norte del Río Duero; en el informe presentado, estaba incluida la Transversal de Trás-os-Montes, uniendo Caniços, en la Línea de Guimarães, a Mogadouro, en la Línea del Sabor, pasando por Póvoa de Lanhoso, Cabeceiras de Basto, Arco de Baúlhe, Pedras Salgadas, Valpaços y Mirandela, uniendo, así, todas las líneas de vía métrica en aquella región. La conexión entre las líneas del Corgo y Tua fue introducida en el plan de la red ferroviaria, publicado por el Decreto n.º 18190, del 28 de marzo de 1930, con la denominación de Transversal de Valpaços; este ferrocarril debería comenzar en Vila Pouca de Aguiar o Pedras Salgadas, dependiendo de futuros estudios, y terminar en Mirandela, pasando por Carrazedo de Montenegro y Valpaços. Fue, así mismo, establecido que la línea del Támega debería terminar en la Línea del Corgo, siendo la Estación de Pedras Salgadas uno de los puntos apuntados como posibles para el enlace de las líneas; en caso fuese construido, el tramo entre Arco de Baúlhe y Pedras Salgadas presentaría una longitud de cerca de 40 kilómetros.

### Cierre
El tramo entre Chaves y Vila Real fue cerrado en 1990.